# Thurstonland and Farnley Tyas

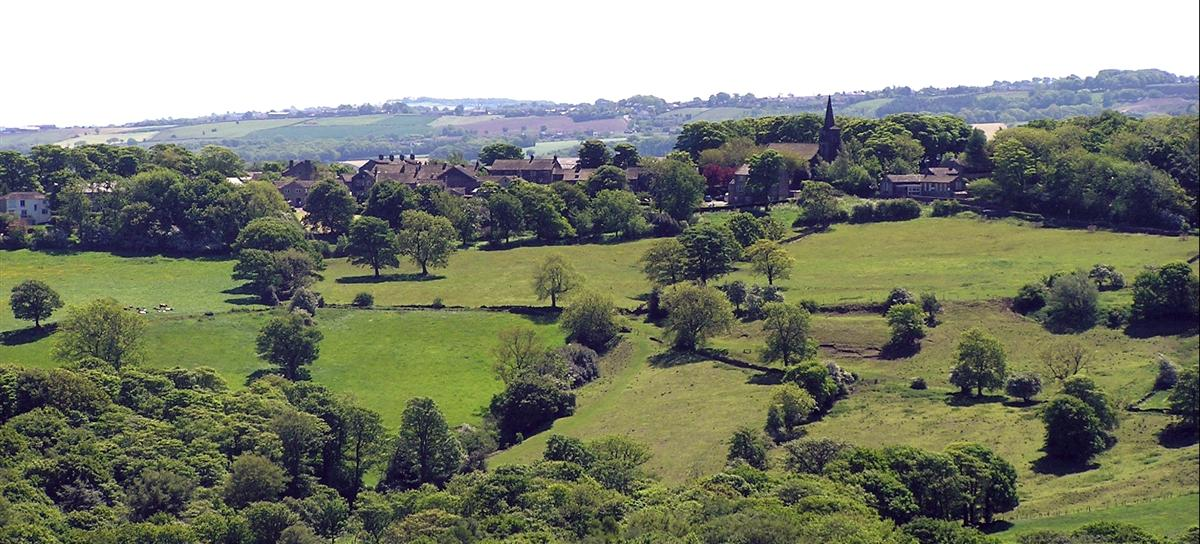
Farnley Tyas

Thurstonland and Farnley Tyas var en civil parish från 1925 till 1938 då den blev en del av Kirkburton och Holmfirth, i grevskapet West Riding of Yorkshire (nu West Yorkshire), i England. Denna civil parish var belägen 5 km från Huddersfield och hade 3 981 invånare år 1931. Thurstonland/Thurstonland and Farnley Tyas var ett distrikt från 1894 till 1938 då den blev en del av Kirkburton och Holmfirth.